# Adam Gaudette
Adam Gaudette, född 3 oktober 1996, är en amerikansk professionell ishockeyforward som spelar för Ottawa Senators i NHL.
Han har tidigare spelat på NHL-nivå för Toronto Maple Leafs, Chicago Blackhawks och Vancouver Canucks och på lägre nivåer för Utica Comets i AHL, Northeastern Huskies (Northeastern University) i NCAA och Cedar Rapids Roughriders i USHL.
Gaudette draftades i femte rundan i 2015 års draft av Vancouver Canucks som 149:e spelare totalt.

## Statistik
| 2011–2012   | Thayer Academy           |             | 15  | 1  | 0  | 1   | —  | — | — | — | — | — |
|             | Boston Advantage         | T1EHL       | 7   | 2  | 1  | 3   | 0  | — | — | — | — | — |
| 2012–2013   | Thayer Academy           |             | 11  | 2  | 3  | 5   | —  | — | — | — | — | — |
|             | Boston Advantage         | T1EHL       | 6   | 2  | 2  | 4   | 2  | — | — | — | — | — |
| 2013–2014   | Thayer Academy           |             | 27  | 29 | 38 | 67  | —  | — | — | — | — | — |
| 2014–2015   | Cedar Rapids Roughriders | USHL        | 50  | 13 | 17 | 30  | 55 | 3 | 0 | 0 | 0 | 4 |
| 2015–2016   | Northeastern Huskies     | NCAA        | 41  | 12 | 18 | 30  | 20 | — | — | — | — | — |
| 2016–2017   | Northeastern Huskies     | NCAA        | 37  | 26 | 26 | 52  | 20 | — | — | — | — | — |
| 2017–2018   | Vancouver Canucks        | NHL         | 1   | 0  | 0  | 0   | 0  | — | — | — | — | — |
|             | Northeastern Huskies     | NCAA        | 38  | 30 | 30 | 60  | 41 | — | — | — | — | — |
| NHL totalt  | NHL totalt               | NHL totalt  | 1   | 0  | 0  | 0   | 0  | — | — | — | — | — |
| NCAA totalt | NCAA totalt              | NCAA totalt | 116 | 68 | 74 | 142 | 81 | — | — | — | — | — |